# 오리건 동굴 국립천연기념물

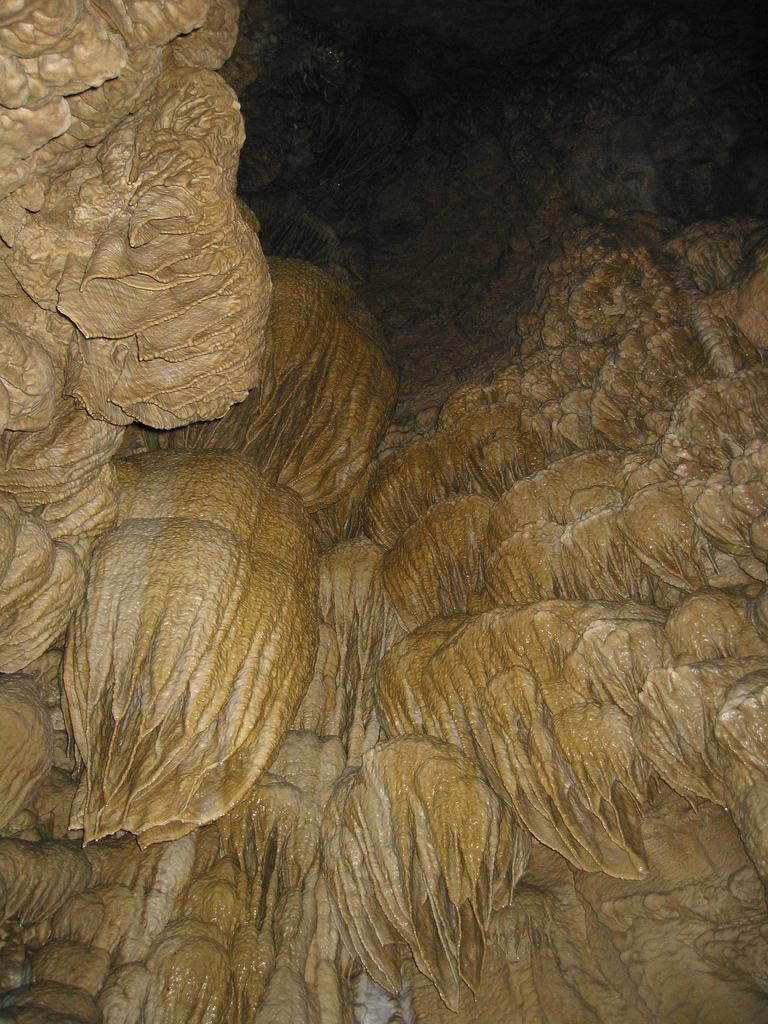
오리건 동굴 국립천연기념물

오리건 동굴 국립천연기념물(Oregon Caves National Monument)는 미국, 오리건주에 있는 동굴이다.